# Jonathan Zwikel
Jonathan Zwikel (né le 16 juillet 1975 à Bruxelles) est un joueur professionnel de hockey sur glace franco-belge. En 1993, il commence sa carrière avec les Dragons de Rouen. Les Dragons remportent le championnat de France deux saisons consécutives. Il remporte deux nouveaux titres avec les Flammes Bleues de Reims en 2000, et les Gothiques d'Amiens en 2004. En 2002-2003, il part à l'étranger au IF Sundsvall Hockey en Allsvenskan et à l'EV Duisburg en 2. Bundesliga. Il a également porté les couleurs du HC Morzine-Avoriaz avant de prendre sa retraite sous les couleurs de Rouen en 2011.
Au cours de sa carrière, il remporte sept Coupe Magnus, une coupe de la Ligue et une Coupe de France.

## Biographie

### Débuts
Jonathan Zwikel est né à Bruxelles en Belgique le 16 juillet 1975. Il commence le hockey sur glace dans sa ville natale avec son père, Alain Zwikel, un ancien joueur de hockey sur glace international,. Quand il a 8 ans, il rejoint Chamonix avec sa mère, ville où son beau-père, Luc Tardif, évolue avec le Chamonix Hockey Club. La famille recomposée demeure un an en Haute-Savoie avant d'emménager en 1984 à Rouen où Tardif évolue avec le Rouen Hockey Club, également connu sous le nom de Dragons de Rouen. Cette même année, la famille accueille Luc Tardif Junior, futur joueur de hockey international.
Il fait ses débuts avec l'équipe de France moins de 18 ans lors du Championnat d'Europe junior de 1993 aux côtés de Cristobal Huet, meilleur gardien du tournoi, François Rozenthal ainsi que Franck Guillemard, meilleur joueur français du tournoi. Zwikel est le meilleur pointeur de l'équipe avec cinq buts et cinq passes décisives alors que la France se classe quatrième.
Il joue sa première saison dans le championnat de France élite en 1993-1994 à l'âge de 18 ans. La première phase voit l’opposition des Dragons à trois autres équipes : Angers, Morzine et Saint Gervais. Rouen finit à la première place du groupe avec six victoires et aucune défaite. En demi-finale des séries éliminatoires, les Dragons battent sèchement Angers 3 matchs à 0 puis affrontent Chamonix en finale. Le RHC dispose des Huskies sur le score de 2 matchs à 0,. La saison suivante, il n'y a plus que huit équipes en Élite et Rouen affronte ses sept adversaires dans la première phase. L'équipe termine à la première place avec un bilan de 22 victoires en 28 matchs. En quart-de-finale, les Dragons éliminent les derniers de la saison régulière : les Jets de Viry, 3 matchs à 0. Le RHC poursuit sa route vers la finale en battant Reims sur le même score. Après un match nul (3-3) à Brest contre les Albatros lors du premier match de la finale, les Rouennais s'imposent à domicile sur le score de 4-3 avec trois buts de Franck Pajonkowski. Cette victoire permet à Rouen de décrocher son cinquième titre, le quatrième consécutif,. Au cours de cette saison, il joue une nouvelle fois avec l'équipe de France, cette fois pour le championnat du monde junior où la France termine quatrième.

### Avec Reims (1996-2002)
Avant les débuts de la saison 1995-1996, le franco-belge est prêté aux Flammes Bleues de Reims où il rejoint les frères Maurice et François Rozenthal. Reims se classe quatrième de la saison régulière avec 13 points inscrits par Zwikel. Les Flammes Bleues éliminent au premier tour les Brûleurs de Loups de Grenoble 3 matchs à 0 mais sont éliminés en demi-finale par le RHC en trois matchs 9-0, 5-4 et 4-0. Malgré ce succès facile, les Rouennais chutent en finale contre les Albatros de Brest alors que Reims bat Amiens pour la troisième place du championnat. Pour la saison suivante, le championnat change de formule avec un passage de 6 à 13 équipes et deux phases lors de la saison régulière avant les séries. Reims termine la première phase à la première place avec 20 victoires et deux défaites. Les six meilleures formation jouent la deuxième phase où les compteurs sont remis à 0. En dix journées, les Flammes Bleues connaissent cinq succès, un nul et quatre défaites, bonnes pour une troisième place. Zwikel totalise 41 points, son plus haut total de points en une saison dont 19 buts et ne manque qu'une des 32 parties disputées par son équipe. En phase finale, Reims passe le premier tour en battant Angers 3 victoires à 0 mais perd sa demi-finale contre Amiens. Les joueurs de Reims sont également battus lors du match pour la troisième place. La saison n'est cependant pas finie pour Zwikel qui connaît cette année sa première sélection sénior dans une compétition internationale organisée par la Fédération française de hockey sur glace : le championnat du monde. La France évolue alors en élite mondiale et se classe avant-dernière de son groupe lors de la première phase. L'équipe joue par la suite la phase de relégation où elle se classe quatrième sur six. En huit rencontres jouées, Zwikel compte un point sur une passe décisive.
La saison suivante, il n'y a plus que dix équipes en ligue Élite et les deux phases regroupent toutes les équipes. Reims se classe troisième lors de la première phase puis cinquième à la fin de la deuxième phase. Au cours de la saison, l'attaquant de Reims participe au tournoi des Jeux olympiques d'hiver de 1998. C'est la première fois que les joueurs de la Ligue nationale de hockey participent au tournoi et la France finit troisième de son groupe avec une victoire et deux défaites. L'équipe de France gagne son dernier match de classement pour la onzième place contre l'Italie grâce à notamment trois buts de Philippe Bozon. Zwikel joue les quatre rencontres sans inscrire de points. Dans le championnat élite, les Flammes de Bleues jouent et perdent dès le premier tour des séries contre les joueurs de Rouen. Zwikel fait désormais des joueurs incontournables de l'équipe de France et il participe avec elle au championnat du monde. La France finit à la dernière place de son groupe mais bat pour la première fois de son histoire les États-Unis. Le score final de cette rencontre est de 3-1, le deuxième but de la soirée pour les français étant inscrits par Zwikel. L'équipe finit tout de même à la treizième place du tournoi.
Au début de la saison 1998-1999, onze équipes prennent part à la compétition mais début octobre, l'équipe de Bordeaux dépose le bilan et quitte le championnat élite. Reims finit les deux phases de saison régulière à la première place du classement. Les Flammes bleues perdent par la suite en finale des séries en trois rencontres contre Amiens. Zwikel ne participe cependant pas à cette bonne saison puisqu'il ne participe qu'à quatre rencontres.
Zwikel est de retour dans l'alignement de Reims pour la saison 1999-2000 alors que la Coupe de France est également organisée pour la première fois depuis 5 ans. Reims se fait éliminer en demi-finale de la Coupe par le futur vainqueur, Caen. Reims participe également à la Coupe continentale. L'équipe passe le premier tour en finissant en-tête de son groupe avec trois victoires en autant de rencontres. Elle chute au tour après une victoire contre Hockey Club Ambrì-Piotta, un match nul contre VEU Feldkirch et une défaite contre HK Olimpija Ljubljana.
Lors de la saison de l'élite, Reims finit une nouvelle fois à la première place du classement avec 44 points, un point devant Caen et trois devant Rouen. Reims élimine Chamonix au premier tour des séries en trois rencontres puis fait subir le même sort à Amiens, cette fois en cinq rencontres. Les Flammes Bleues jouent ainsi leur deuxième finale consécutive et sont opposées aux joueurs de Caen dans une série de deux rencontres. Reims s'impose 3-1 lors du premier match avant de perdre 1-0 le match retour. Zwikel et les siens sont malgré tout sacrés champions de France, le premier titre de l'histoire du club. Mika Pietilä, le gardien de Reims, est élu meilleur portier de la saison.
En 2002, il obtient un diplôme en Master en Management du sport acquis à l'Université de Troyes.

### Saison en Suède et en Allemagne (2002-2003)
À la suite de cette nouvelle Coupe Magnus, Zwikel quitte la France et signe avec l'IF Sundsvall Hockey en deuxième division de Suède, l'Allsvenskan. La saison 2002-2003 de cette dernière comporte une première phase de 28 rencontres allant jusqu'à mi-décembre. La nouvelle équipe de Zwikel se classe cinquième sur douze, à une place de la qualification pour la montée. Zwikel ne participe qu'à 26 rencontres de son équipe avant de quitter le championnat. Il signe pour la fin de la saison avec l'EV Duisbourg en deuxième division d'Allemagne. Cette dernière finit neuvième de la saison, première place non qualificative pour les séries.
À la suite de cette saison en demi-teinte, Zwikel participe au championnat du monde. Après un premier match nul, 2-2, contre la Grande-Bretagne, la France s'impose sur la Croatie sur le score de 8-1 ; Zwikel inscrit quatre points dont un but lors de cette victoire. Il inscrit également un but et une aide lors de la quatrième rencontre de la France, une victoire 6-0 sur l'Estonie. À la suite d'une nouvelle victoire lors du dernier match de la compétition, la France finit à la première place de son groupe B de la division 1 et gagne ainsi par la même occasion sa place en élite pour le championnat du monde suivant.

### De retour en France avec Amiens (2004-2007)
Zwikel reçoit une offre d'un contrat avec les Dragons mais finalement, il signe pour la saison 2003-2004 avec les Gothiques d'Amiens. La saison de la Super 16 est divisée en trois parties : une première phase avec deux poules, Est et Ouest, une deuxième phase avec deux poules, poule Magnus pour les meilleures équipes et poule Nationale pour les autres, et enfin une dernière phase de séries éliminatoires. Très vite, Zwikel fait parler de lui en étant élu dans l'équipe type du mois de septembre pour la poule Ouest. Il est également élu dans cette même équipe type au mois de décembre. La première poule finit en décembre et les Gothiques sont premiers avec neuf victoires et trois défaites. Zwikel mène son équipe à la deuxième place de la poule Magnus en inscrivant six buts et 16 aides lors de la deuxième phase ; avec 22 points, il est le meilleur réalisateur de la Super 16 pour cette phase.
Amiens élimine au premier tout des séries l'équipe des Ducs de Dijon en cinq matchs, Zwikel inscrivant un point au minimum lors de chaque rencontre. Les Gothiques sont opposés à l'Anglet Hormadi Élite en demi-finale et remportent le premier match 3-2 en prolongation. La deuxième rencontre tourne également à l'avantage d'Amiens avec une victoire 3-1 avec des assistances de Zwikel sur les deux derniers buts des siens. Les deux équipes se retrouvent à Anglet le 30 mars et à la fin de la deuxième période, les visiteurs mènent sur le score de 3-0 avec le dernier but inscrit par Zwikel en infériorité numérique. Les joueurs d'Anglet parviennent à inscrire deux buts au cours de la dernière période mais ce n'est pas suffisant pour égaliser et Amiens se qualifie pour finale de la Coupe Magnus.
Cette dernière se joue en match aller-retour contre les Brûleurs de Loups de Grenoble. La première rencontre est jouée à Amiens le 7 avril et les locaux s'imposent sur le score de 2-1. Le second but d'Amiens inscrit par François Rozenthal servi par Jonathan Zwikel. Le match retour a lieu deux jours plus tard et dès la septième minute, Rozenthal inscrit le premier but pour Amiens à la suite de mentions d'assistance à Frédéric Brodin et Zwikel. Finalement, Amiens gagne également ce match 5-3 et met la main sur la Coupe Magnus, la deuxième de son histoire. Zwikel qui gagne quant à lui sa cinquième Coupe personnelle est également sélectionné dans l'équipe type des séries ; il y est sélectionné en compagnie de trois de ses coéquipiers : Antoine Mindjimba dans les buts, Denis Perez en défense et François Rozenthal en attaque ; le défenseur Baptiste Amar et l'attaquant Sami Kaartinen de Grenoble complète cette équipe type.

### Retour aux sources pour la fin de carrière (2009-2011)
En 2009, il revient à Rouen.

## Trophées et honneurs personnels
- 1993-1994 : Coupe Magnus avec Rouen (1)
- 1994-1995 : Coupe Magnus avec Rouen (2)
- 1999-2000 : Coupe Magnus avec Reims (3)
- 2001-2002 : Coupe Magnus avec Reims (4)
- 2003-2004 :
  - sélectionné dans l'équipe-type des play-offs
  - Coupe Magnus avec Amiens (5)
- 2004-2005 : sélectionné dans l'équipe étoile des joueurs français
- 2006-2007 : 
  - Sélectionné dans l'équipe étoile des joueurs français
  - Remporte le trophée Albert-Hassler
- 2007-2008 : sélectionné dans l'équipe étoile des joueurs français
- 2008-2009 : sélectionné dans l'équipe étoile des joueurs français
- 2009-2010 :
  - Coupe de la Ligue avec Rouen
  - Sélectionné dans l'équipe étoile des joueurs français
  - Coupe Magnus avec Rouen (6)
- 2010-2011 :
  - Match des champions avec Rouen
  - Coupe de France avec Rouen
  - Coupe Magnus avec Rouen (7)

## Statistiques

### En club
| Saison    | Équipe                  | Ligue         |    | Saison régulière | Saison régulière | Saison régulière | Saison régulière | Saison régulière |   | Séries éliminatoires | Séries éliminatoires | Séries éliminatoires | Séries éliminatoires | Séries éliminatoires |
| Saison    | Équipe                  | Ligue         | PJ | B                | A                | Pts              | Pun              | PJ               | B | A                    | Pts                  | Pun                  |                      |                      |
| 1993-1994 | Dragons de Rouen        | Nationale 1   | 10 | 0                | 0                | 0                | 29               |                  |   |                      |                      |                      |                      |                      |
| 1994-1995 | Dragons de Rouen        | Nationale 1A  | 21 | 2                | 3                | 5                | 2                | 7                | 0 | 2                    | 2                    | 0                    |                      |                      |
| 1995-1996 | Flammes Bleues de Reims | Élite         | 25 | 6                | 7                | 13               | 12               | 10               | 1 | 3                    | 4                    | 6                    |                      |                      |
| 1996-1997 | Flammes Bleues de Reims | Nationale 1A  | 31 | 19               | 22               | 41               | 30               | 9                | 1 | 6                    | 7                    | 28                   |                      |                      |
| 1997-1998 | Flammes Bleues de Reims | Ligue Élite   | 35 | 11               | 18               | 29               | 78               |                  |   |                      |                      |                      |                      |                      |
| 1998-1999 | Flammes Bleues de Reims | Ligue Élite   | 4  | 2                | 3                | 5                | 0                |                  |   |                      |                      |                      |                      |                      |
| 1999-2000 | Flammes Bleues de Reims | Ligue Élite   | 40 | 13               | 28               | 41               | 37               |                  |   |                      |                      |                      |                      |                      |
| 2000-2001 | Flammes Bleues de Reims | Ligue Élite   | 15 | 10               | 12               | 22               |                  | 8                | 2 | 5                    | 7                    |                      |                      |                      |
| 2001-2002 | Flammes Bleues de Reims | Ligue Élite   |    | 7                | 24               | 31               |                  |                  |   |                      |                      |                      |                      |                      |
| 2002-2003 | IF Sundsvall Hockey     | Allsvenskan   | 23 | 6                | 6                | 12               | 28               | -                | - | -                    | -                    | -                    |                      |                      |
| 2002-2003 | EV Duisbourg            | 2. Bundesliga | 19 | 6                | 5                | 11               | 18               | -                | - | -                    | -                    | -                    |                      |                      |
| 2003-2004 | Gothiques d'Amiens      | Super 16      | 25 | 12               | 25               | 37               | 26               | 10               | 5 | 9                    | 14                   | 12                   |                      |                      |
| 2004-2005 | Gothiques d'Amiens      | Ligue Magnus  | 28 | 7                | 28               | 35               | 26               | 5                | 0 | 4                    | 4                    | 4                    |                      |                      |
| 2005-2006 | Gothiques d'Amiens      | Ligue Magnus  | 25 | 3                | 17               | 20               | 65               | 3                | 0 | 2                    | 2                    | 6                    |                      |                      |
| 2006-2007 | Morzine-Avoriaz         | Ligue Magnus  | 26 | 12               | 21               | 33               | 44               | 12               | 7 | 9                    | 16                   | 22                   |                      |                      |
| 2007-2008 | Morzine-Avoriaz         | Ligue Magnus  | 25 | 8                | 22               | 30               | 28               | 7                | 3 | 9                    | 12                   | 4                    |                      |                      |
| 2008-2009 | Morzine-Avoriaz         | Ligue Magnus  | 26 | 14               | 21               | 35               | 38               | 6                | 1 | 3                    | 4                    | 18                   |                      |                      |
| 2009-2010 | Dragons de Rouen        | Ligue Magnus  | 26 | 5                | 24               | 29               | 32               | 11               | 2 | 9                    | 11                   | 6                    |                      |                      |
| 2010-2011 | Dragons de Rouen        | Ligue Magnus  | 26 | 5                | 18               | 23               | 28               | 9                | 2 | 4                    | 6                    | 8                    |                      |                      |

### En équipe nationale
Ces statistiques ne prennent pas en compte les matchs amicaux et les qualifications
| Année                      | Compétition                          |    | PJ | B  | A  | Pts | Pun                                     |  | Résultat |
| 1993                       | Championnat d'Europe junior groupe B | 7  | 5  | 5  | 10 | 16  | Troisième place                         |  |          |
| 1995                       | Championnat du monde junior groupe B | 7  | 3  | 0  | 3  | 4   | Quatrième place                         |  |          |
| 1997                       | Championnat du monde élite           | 8  | 0  | 1  | 1  | 4   | Dixième place                           |  |          |
| 1998                       | Jeux olympiques                      | 4  | 0  | 0  | 0  | 0   | Onzième place                           |  |          |
| 1998                       | Championnat du monde                 | 3  | 1  | 0  | 1  | 6   | Treizième place                         |  |          |
| 1999                       | Championnat du monde                 | 6  | 1  | 2  | 3  | 2   | 15e                                     |  |          |
| 2002                       | Jeux olympiques                      | 4  | 0  | 0  | 0  | 4   | 14e                                     |  |          |
| 2002                       | Championnat du monde D1              | 5  | 3  | 4  | 7  | 6   |                                         |  |          |
| 2003                       | Championnat du monde D1              | 5  | 2  | 4  | 6  | 0   | Premiers du groupe B Promotion en élite |  |          |
| 2004                       | Championnat du monde                 | 6  | 0  | 1  | 1  | 4   |                                         |  |          |
| 2007                       | Championnat du monde D1              | 5  | 1  | 0  | 1  | 4   |                                         |  |          |
| 2008                       | Championnat du monde                 | 5  | 1  | 1  | 2  | 2   |                                         |  |          |
| 2009                       | Championnat du monde                 | 6  | 0  | 1  | 1  | 14  |                                         |  |          |
| Totaux en équipe de France | Totaux en équipe de France           | 56 | 11 | 14 | 25 | 46  | -                                       |  |          |